# District municipal de Bawku
Le district municipal de Bawku (Bawku Municipal District, en Anglais) est l’un des 9 districts de la Région du Haut Ghana oriental au Ghana.

## Villes et villages du district
| - Bawku - Pusiga - Garu - Denugu/Danvorga - Kongo | - Zorsi - Tempane - Wuriyanga - Narango - Mognori (Gumbo) | - Widana - Yabrago - Missiga - Bugri-Bulpielse - Manga | - Basyonde - Binduri Natinga - Kulugungu - Gozesi - Bugri. |

## Sources
- GhanaDistricts.com